# Jean Mischo
Pour les articles homonymes, voir Mischo.
Jean Mischo né le 7 septembre 1938 à Luxembourg et mort le 10 mai 2016, est un ancien juriste et diplomate luxembourgeois,  ministre plénipotentiaire honoraire du Luxembourg et avocat général honoraire de la Cour de justice (Union européenne).
Son parcours a oscillé constamment entre le Ministère luxembourgeois des Affaires étrangères et différents rôles au sein des institutions européennes, jouant un rôle déterminant dans la construction européenne et dans la mise en place d'un droit européen.

## Biographie
Après des études en sciences politiques et en droit aux universités de Montpellier, Paris et Cambridge, Jean Mischo commence son parcours professionnel en 1964 au sein du service juridique de la Commission européenne.
En 1969, il devient administrateur principal du cabinet de Victor Bodson, commissaire européen chargé du transport. Il participe en 1969 au sommet de la Haye qui entame une relance de la construction européenne. Puis l'année suivante, il exerce la même fonction d'administrateur principal au sein du cabinet d'Albert Borschette, commissaire européen chargé de la concurrence, de la politique régionale, de la presse et de l'information et de la diffusion des connaissances.
En 1970, il quitte momentanément les institutions européennes pour devenir diplomate luxembourgeois et entre au ministère des Affaires étrangères du Luxembourg, à la direction des affaires politiques et plus précisément au service du contentieux et des traités. En 1971, il intègre la représentation permanente du Luxembourg auprès des Communautés Européennes. En 1976, il revient à la direction des affaires politiques, au sein du ministère des Affaires étrangères du Luxembourg, comme conseiller de légation, puis comme directeur adjoint.
En 1979, Jean Mischo revient à Bruxelles. Il y devient le représentant permanent adjoint du Luxembourg auprès des Communautés européennes. En 1983, il refait un passage au ministère des Affaires étrangères du Luxembourg, assurant la direction des affaires politiques au sein duquel il a officié à plusieurs reprises.
Le 13 janvier 1986, il est nommé avocat général de la Cour de justice (Union européenne). Il est chargé à ce titre de donner un avis indépendant et argumenté, et une solution, sur les affaires soumises à cette Cour, après les plaidoiries des différentes parties et avant les délibérations des juges. Il exerce cette fonction jusqu'au 6 octobre 1991.
Il reprend alors, le 1er novembre 1991, son précédent rôle de directeur des affaires politiques au ministère luxembourgeois des Affaires étrangères jusqu'au 31 décembre 1992, puis devient secrétaire général de ce ministère le 1er janvier 1993.  Dans cette dernière fonction, il participe notamment du 12 au 14 novembre 1997 à une conférence européenne, au Luxembourg, préparant l'élargissement des Communautés européennes.
Par décision du 29 mars 1997, il redevient finalement avocat général de la Cour de justice (Union européenne), du 18 décembre 1997 au 6 octobre 2003, terminant dans cette fonction majeure au sein de l'union européenne son parcours professionnel. Il intervient sur des affaires diverses, par exemple concernant la France et dans le domaine de l'agro-alimentaire, sur la non-levée par ce pays de l'embargo sur le bœuf britannique, sur la mise en œuvre, jugée insuffisante, des directives européennes sur les OGM, ou sur l'abrogation de labels régionaux. Il a encouragé certaines évolutions du droit et a notamment favorisé les possibilités d'intégration de considérations sociales et environnementales dans les marchés publics européens.
Il a été nommé ministre plénipotentiaire honoraire du Luxembourg et avocat général honoraire de la CJCE.

## Sources
- Biographie de Jean Mischo sur le Centre Virtuel de la Connaissance sur l'Europe (CVCE).

## Vidéo
Conférence de Jean Mischo: Le rôle de l'avocat général auprès de la Cour de justice des Communautés européennes (Discours pour l'Université du Luxembourg, Luxembourg, 23 mai 2007)